# Campeonato Paraguaio de Futebol de 1915
O Campeonato Paraguaio de Futebol de 1915 foi o nono torneio desta competição. Recebeu o nome de "Copa El Diario", referente a um jornal local.Participaram seis equipes. Na época ainda existia a liga dissidente (Copa Centenário), que corria em paralelo. O campeão do Campeonato Paraguaio de Futebol de 1914 - Segunda Divisão, o Club 10 de Agosto, não ascendeu à primeira divisão.
| Equipe             | Cidade   | Departamento     | No ano anterior | Estádio | Capacidade | Títulos        | Participações |
| ------------------ | -------- | ---------------- | --------------- | ------- | ---------- | -------------- | ------------- |
| Club River Plate   | Assunção | Distrito Capital | Terceiro Lugar  | --      | --         | 0 (não possui) | 2             |
| Club Cerro Porteño | Assunção | Distrito Capital | Segundo Lugar   | --      | --         | 1 (1913)       | 3             |
| Club Guaraní       | Assunção | Distrito Capital | Sexto Lugar     | --      | --         | 2 (1906,1907 ) | 8             |
| Club Nacional      | Assunção | Distrito Capital | Quinto Lugar    | --      | --         | 2 (1909, 1911) | 9             |
| Club Olimpia       | Assunção | Distrito Capital | Campeão         | --      | --         | 2 (1912, 1914) | 9             |
| Sol de América     | Assunção | Distrito Capital | Quarto Lugar    | --      | --         | 0 (não possui) | 4             |

## Premiação
| Campeonato Paraguaio 1915 Primeira Divisão |
| Assunção                                   |
| ------------------------------------------ |
| Club Cerro Porteño Campeão (2º título)     |